# Gestion de coûts télécoms
 (juin 2010).
Si vous disposez d'ouvrages ou d'articles de référence ou si vous connaissez des sites web de qualité traitant du thème abordé ici, merci de compléter l'article en donnant les références utiles à sa vérifiabilité et en les liant à la section « Notes et références ».
Pour les articles homonymes, voir GCT, GFT et GDT.
Gestion de coûts télécoms (GCT), gestion financière des télecoms (GFT) ou gestion des dépenses en télécoms (GDT) (Telecom expense management (TEM) en anglais) fait référence à l’ensemble des outils et ressources qui ont pour objectif d’optimiser et de rationaliser la gestion des dépenses télécoms (Mobile / Fixe, Voix / data, VoIP) des entreprises.

## Responsabilités
La gestion de dépenses télécoms peut être prise en charge en interne par l’entreprise ou peut être sous-traitée à un cabinet externe.
- En interne :

Les entreprises, selon leur taille et la complexité de leur infrastructure télécoms, peuvent confier cette activité à un département spécialisé, par exemple le département télécoms, ou répartir la charge de travail sur plusieurs services (contrôle de gestion, comptabilité, achats, services généraux…)
- En externe :

La gestion de télécoms peut être entièrement ou partiellement sous-traitée à un cabinet externe. Dans le cadre de cette démarche, certains cabinets vont très loin dans la prise en charge des télécoms, et leurs prestations couvrent tous les aspects de la gestion et du pilotage des télécoms : traitement des factures, gestion du parc et de l’inventaire, gestion des commandes et achats, relation avec les opérateurs ainsi que le reporting auprès des utilisateurs, exploitants et décideurs.

## Méthodes
Tout commence par l’analyse et l’audit des factures télécoms. En fonction de la complexité des tâches et les objectifs d’économie que l’entreprise s’est fixés, cette analyse peut s’effectuer de deux manières :
- Analyse manuelle :

L’auditeur se charge d’étudier les factures et d’en détecter les sources d’erreurs et d’économies. L’analyse manuelle atteint ses limites quand il s’agit de gérer les télécoms dans une entreprise disposant de quelques centaines de postes mobiles et fixes. Très souvent, l’auditeur se contente de contrôler les écarts entre deux factures successives sans véritablement rentrer dans le détail de l’analyse, faute de disposer du temps nécessaire pour réaliser une étude exhaustive des coûts télécoms.
- Analyse par un logiciel :

L’auditeur utilise un logiciel spécialisé dans le but d’automatiser les tâches fastidieuses (contrôle des erreurs, création de tableaux de bord…) et peut ainsi se concentrer sur la rationalisation des coûts proprement dite. Certains de ces logiciels peuvent couvrir toutes les étapes de la démarche, à savoir : l’importation des factures détaillées, le contrôle exhaustif de ces factures, le rapprochement et la validation des lignes (numéros, options, Mobile/Fixe, Voix/data, VoIP) facturées par rapport aux données d’inventaire et aux contrats opérateurs (conditions tarifaires), la ventilation des coûts par centres de frais et le transfert vers les logiciels d’ERP et de comptabilité de l’entreprise.

## Marché des offres
La GFT est une démarche de plus en plus automatisée grâce aux outils informatiques. Les logiciels GFT sont souvent d’origine américaine. Il y a depuis deux à trois ans des solutions européennes très performantes qui répondent mieux aux contraintes locales et aux besoins du marché européen. Il existe plusieurs firmes conseils qui dressent des listes de fournisseurs en GFT, notamment Gartner.